# 1059 w polityce

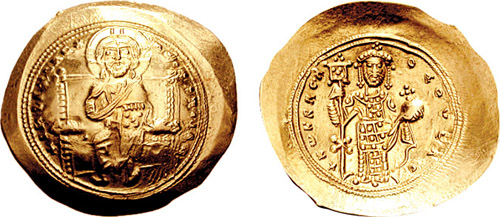
Konstantyn X Dukas

Wydarzenia polityczne w 1059 roku.

## Wydarzenia
- Konstantyn X Dukas[1] obejmuje władzę w Bizancjum.
- Mikołaj II zmienił zasady wyboru papieża (w zamkniętym gronie kardynalskim)[2].
- Papież Mikołaj II nadał Robertowi Guiscardowi Apulię, Kalabrię i Sycylię w lenno[2].